# 28/32 cm Nebelwerfer 41
28/32 cm Nebelwerfer 41 — немецкая буксируемая реактивная система залпового огня времён Второй мировой войны. 

## История
Также в 1941-1942 гг. выпущено 13 555 четырёхзарядных деревянных (S.W.s. 40) или металлических (S.W.s.41) стационарных пусковых установок-рам для 280 и 320-мм реактивных снарядов.
В 1940-1945 гг. выпущено 459 850 280-мм осколочно-фугасных (с боевым зарядом около 50 кг) и 399 920 320-мм зажигательных (ёмкостью 50 л с нефтяной горючей смесью) реактивных снарядов.
Существовало две незначительно различающиеся модификации РСЗО 1941 года (28/32 cm Nb.W.41) и 1942 года (28/32 cm Nb.W.42). Название «Nebelwerfer» лучше всего переводится как «Туманометатель». Состояла на вооружении Nebeltruppen (буквально — «дымовые войска») — аналога войск РХБЗ, эти подразделения изначально предназначались для постановки дымовых завес, а также, в случае необходимости, для использования реактивных снарядов, снаряжённых отравляющими веществами. 
Однако, в ходе Второй мировой войны «Nebeltruppen» ни разу не применяли свои реактивные установки для нанесения ударов снарядами с ОВ. По сути, «Nebeltruppen» чаще всего действовали как реактивная артиллерия, ведя огонь снарядами снаряжёнными обычным взрывчатым веществом, и лишь иногда применялись для постановки дымовых завес. 
Установка использовалась на всех военных театрах 1941—1945 гг., за исключением Норвегии и на Балканах.

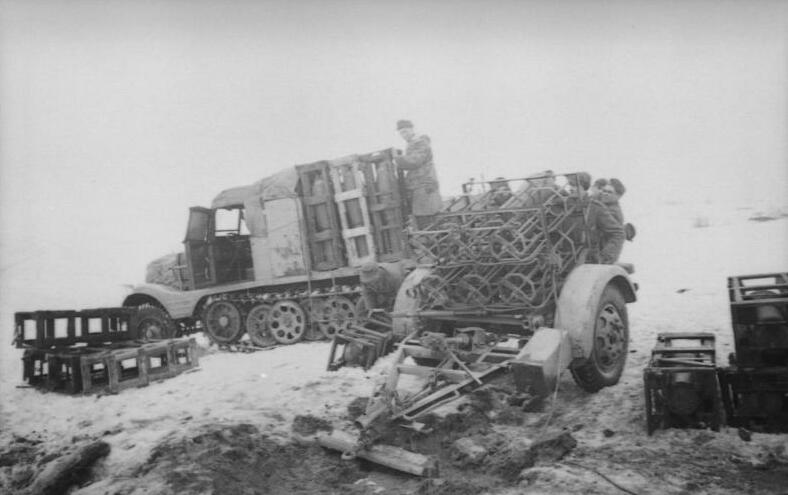
Sd.Kfz. 11 и 28/32 cm Nb.W. 41. 1944
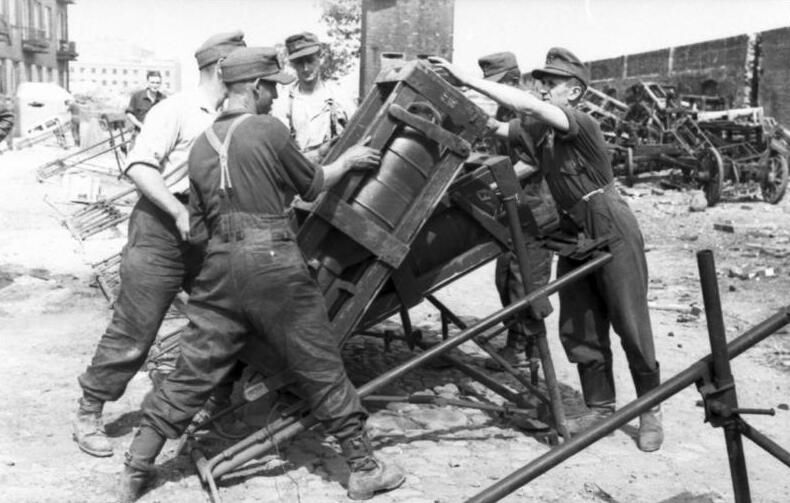
Установка на пусковую раму реактивных снарядов в укладочных упаковках-направляющих
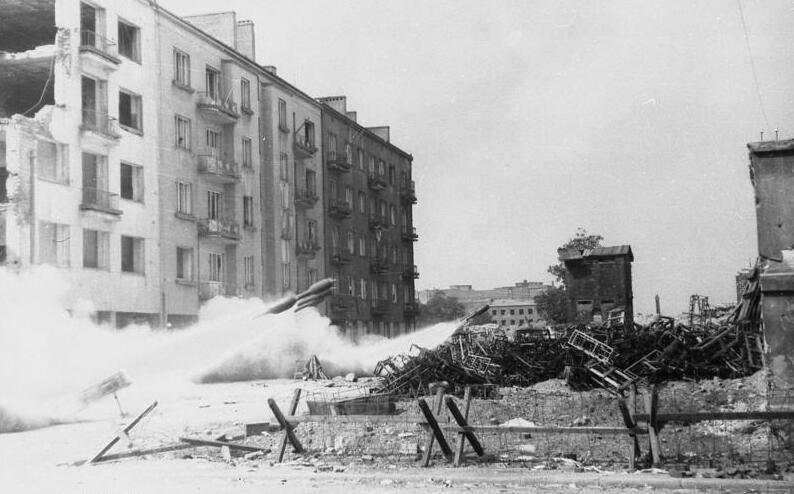
Пуск с ПУ-рамы S.W.s.41. Август 1944
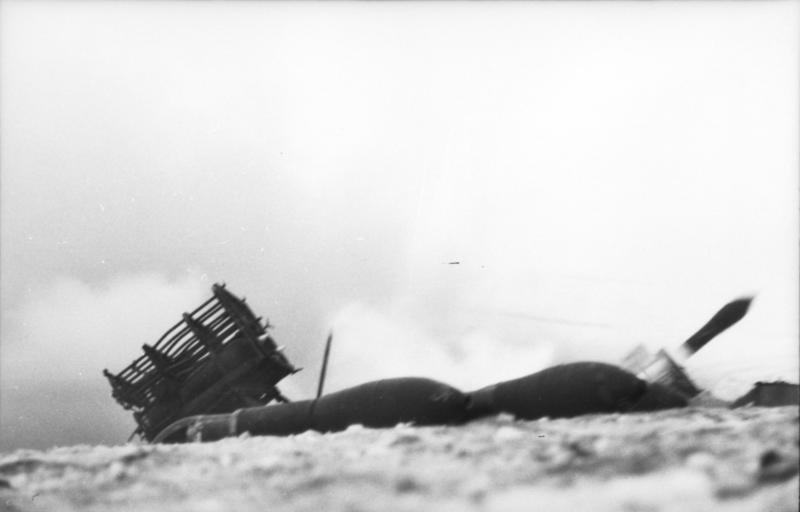
Запуск с прицепа — пусковой установки
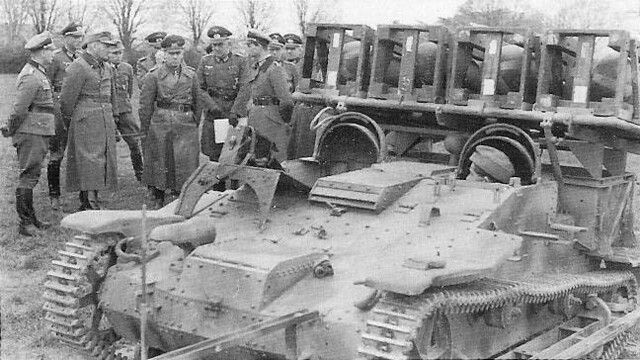
Немецкая модификация танкетки Рено UE в РСЗО : Selbstfahrlafette für 28/32 cm Wurfrahmen auf Infanterie-Schlepper UE (f)

Выпускалась в 1941 и 1942 гг. Выпущено 34 шт. в 1941 и 311 шт. в 1942 году.
На основе трофейных экземпляров в СССР в условиях блокадного Ленинграда производились скопированные с них реактивные снаряды М-28 (МТВ-280) и М-32 (МТВ-320) применявшиеся при обороне Ленинграда.